# Saltsjöbadsavtalet

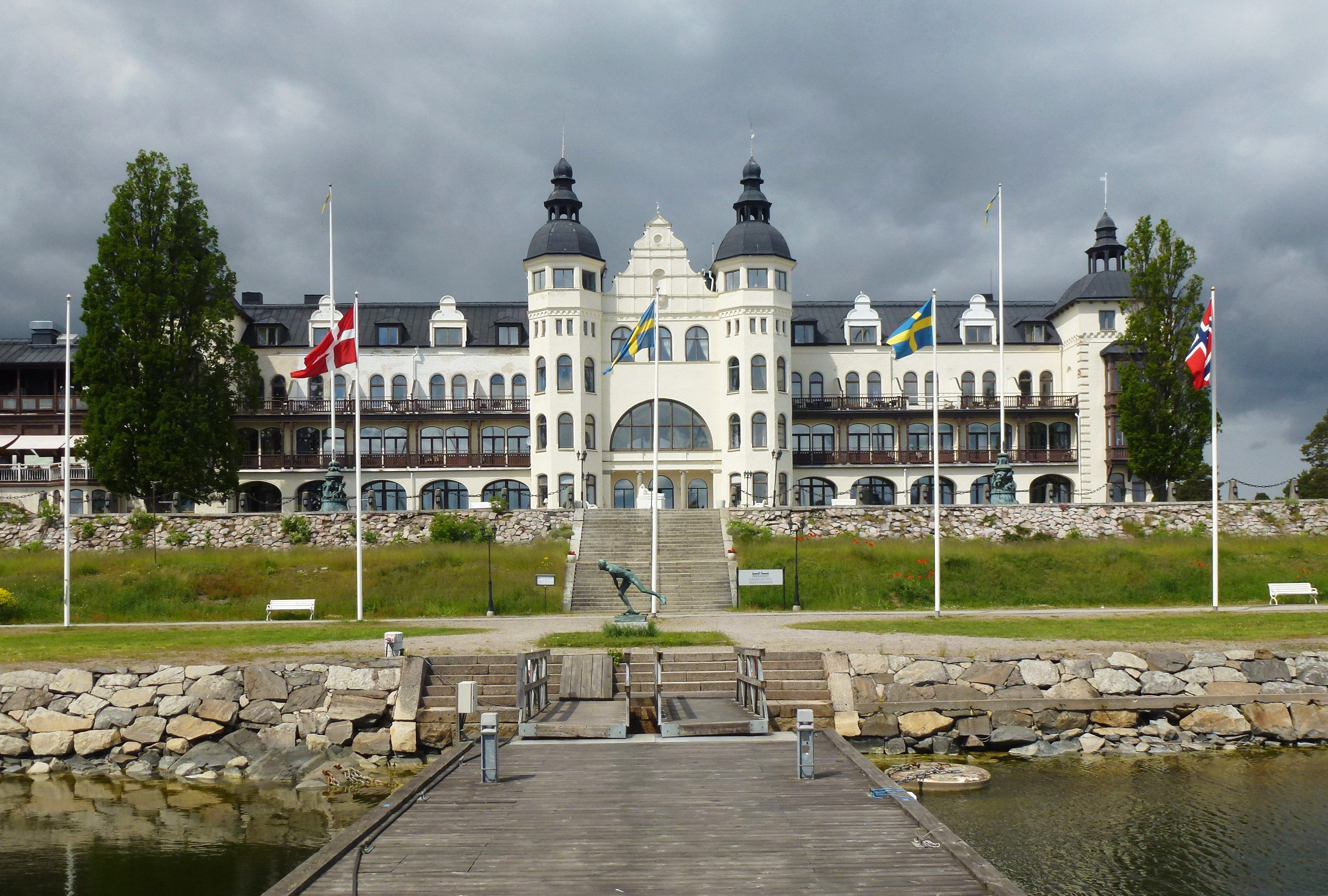
Grand Hotel Saltsjöbaden, där Saltsjöbadsavtalet undertecknades 1938.

Saltsjöbadsavtalet var ett huvudavtal som tecknades mellan Landsorganisationen i Sverige (LO) och Svenska Arbetsgivareföreningen (SAF) den 20 december 1938, och som blev mönsterbildande för andra avtal. Reglerna om stridsåtgärder har kommit att betraktas praktiskt taget som allmänna rättsgrundsatser för konflikter mellan parter på arbetsmarknaden. Avtalet cementerade alltså den svenska arbetsmarknadens norm ("den svenska modellen") om att arbetsmarknadens parter skall sluta avtal utan inblandning av regeringen. Avtalet gäller fortfarande och sedan 1 oktober 2022 har ett nytt och kompletterande huvudavtal trätt i kraft som gäller för de förbund som väljer att ansluta sig.
År 2007 började LO, PTK och Svenskt Näringsliv (SAF:s efterföljare) diskutera möjligheterna att teckna ett nytt avtal, på initiativ av Svenskt Näringsliv. Förhandlingarna avbröts dock i mars 2009.

## Innehåll
Saltsjöbadsavtalet innehåller regelverk som täcker framförallt fyra områden: om ett samarbetsorgan (Arbetsmarknadsnämnden), om förhandlingsordning, om uppsägning av arbetare, samt om ekonomiska stridsåtgärder och samhällsfarliga konflikter. De regler som handlade om uppsägning av arbetare åsidosattes dock i mångt och mycket av lagen om anställningsskydd 1982.
I det första kapitlet fastställs regelverket för en central förhandlingsinstans för lösning av tvistefrågor, Arbetsmarknadsnämnden. Nämnden skall bestå av tre representanter vardera från LO och SAF. Eftersom den även fungerar som skiljenämnd så har den därtill en opartisk ordförande, gemensamt utsedd av båda parterna. Arbetsmarknadsnämnden var aktiv fram till 1970-talets början, men behandlade under sin verksamma tid inte mer än ett 60-tal tvistefrågor.
Nästa kapitel behandlar en gemensam förhandlingsordning. Där finns regler om att tvister skall förhandlas både lokalt och centralt innan de går till konflikt eller behandlas i Arbetsdomstolen. Sedan införandet av lagen om anställningsskydd (LAS) 1974 gäller tidsfristerna i LAS dock istället för de i förhandlingsordningen vid behandling av anställningstvister. I och med medbestämmandelagen (MBL) har även regler om tolkningsföreträde för arbetstagarparten tillkommit, som saknas i avtalstexten.
Det tredje kapitlet fastställde former för varsel och samråd vid uppsägning och permittering med behållande av arbetsgivarens fria uppsägningsrätt, men upphörde att gälla i och med införandet av LAS 1974.
I det fjärde kapitlet finner man regler om begränsning av de ekonomiska stridsåtgärderna. Dessa regler gäller främst tolkningen av begreppet "skyddsarbete", det vill säga arbete som får utföras även under en facklig konflikt, och där tolkningen avgjorts av Arbetsmarknadsnämnden.
I det sista kapitlet förbinder sig parterna att låta Arbetsmarknadsnämnden avgöra vilka konflikter som anses vara samhällsfarliga. Nämnden har aldrig faktiskt stoppat någon konflikt på grund av samhällsfarlighet, vilket kan bero på att i dessa ärenden deltar inte ordföranden och det blir därför svårt för arbetstagarsidan att få majoritet för ett sådant yrkande..

## Bakgrund
Arbetsmarknaden hade sedan Storstrejken 1909 präglats av oreglerad konflikt mellan arbetsmarknadernas parter, med SAF och LO som huvudaktörer. Långtgående planer fanns, efter flera utredningar, på samhällsingripande genom förbudslagstiftning - något som dock både SAF och LO avvisade. Efter att den socialdemokratiska regeringens lagförslag avslogs i riksdagen 1935 inleddes mars 1936 samtal mellan SAF och LO som slutligen resulterade i Saltsjöbadsavtalet 1938. Särskilt kapitlen om stridsåtgärder byggde i stor utsträckning på de tidigare förslagen.
För att Saltsjöbadsavtalet skulle kunna fullföljas var LO tvungna att ändra på sina stadgar. De nya stadgarna innebar bland annat att sekretariatet kan dra in konfliktunderstödet till ett medlemsförbund som vägrar godkänna sekretariatets förslag till uppgörelse, att sekretariatet kan förbjuda en strejk om den omfattar mer än tre procent av medlemmarna i ett förbund eller om den riskerar att genom lockout bli så stor, och att LO:s medlemsförbund måste ha en bestämmelse om att förbundsstyrelsen har rätt att besluta om avtal och stridsåtgärder, även mot medlemmarnas uttryckliga vilja.
Reaktionerna på tecknandet var knappast enbart positiva. LO-anslutna Svenska Transportarbetareförbundet (Transport) kommenterade att "i fruktan för döden, begår man självmord" och pekade ut speciellt det fjärde kapitlet, som reglerar fackliga stridsåtgärder, som "motbjudande".
Tecknandet inledde en era av samförstånd och samarbetsvilja på arbetsmarknaden, den så kallade Saltsjöbadsandan, som präglade densamma åtminstone fram till slutet av 1960-talet, då LKAB-konflikten markerade starten på en tid av konfrontation och minskat samförstånd. I början av 1980-talet började parterna återigen söka samförståndslösningar, vilket utmynnade i tecknandet av Utvecklingsavtalet mellan LO, SAF och PTK. Därmed övergavs även LO:s tankar kring att säga upp Saltsjöbadsavtalet.

## Efterföljare
År 2007 började LO, PTK och Svenskt Näringsliv (SAF:s efterföljare) diskutera möjligheterna att teckna ett nytt avtal, på initiativ av Svenskt Näringsliv. Svenskt Näringsliv tog i inbjudan upp bristen på flexibilitet, samt att de ville förändra regelverket kring fackliga konflikter och skrota Lagen om anställningsskydd. LO svarade ja till diskussion, men förklarade också att de inte ville förändra konfliktreglerna och inte tänkte gå med på försämringar av bestämmelserna om saklig grund för uppsägning. Vidare ville LO se ett gemensamt ansvar för kollektivavtalssystemet. PTK tog upp ungefär samma saker som LO, och deklarerade att dagens regelverk kring anställningar och fackliga konflikter fungerar bra.
I mars 2009 avbröt Svenskt Näringsliv förhandlingarna, och ansåg att de "tvingades avsluta ett förhandlande som gick på tomgång och uppenbart inte leder till någon substantiell förbättring av arbetsmarknadens funktionssätt". LO, å andra sidan, sade att "Svenskt Näringslivs direktörer har med kortsiktiga syften missbrukat den ekonomiska krisen för att stärka arbetsgivarnas makt på arbetsmarknaden och har inte på något sätt tagit ansvar för att lösa gemensamma långsiktiga problem", och att "det är mycket beklagligt att Svenskt Näringsliv uteslutande försökt att flytta fram arbetsgivarnas maktposition genom att försöka begränsa stridsrätten och avskaffa anställningsskyddet." Även PTK:s ordförande, Mari-Ann Krantz, rapporterades vara överraskad över det plötsliga avbrottet.
Den 4 december 2020 tecknade PTK, Kommunal, IF Metall och Svenskt Näringsliv (SN) ett preliminärt huvudavtal om förändrat anställningsskydd (turordningsregler mm) samt utökade möjligheter till kompetensutveckling och omställning. Det föregicks den 16 oktober av ett avtal mellan PTK och SN, det så kallade Las-avtalet. LO stod utanför men så småningom upptog Kommunal och IF Metall förhandlingar med SN och uppnådde vissa förbättringar för de egna medlemmarna, vilket banade vägen för det nya huvudavtalet. Sedan tillhörande lagändringar gjorts (bl.a. i LAS) undertecknades 22 juni 2022 det slutliga avtalet mellan parterna.